# Neoscona
Neoscona là một chi nhện trong họ Araneidae.

## Hình ảnh

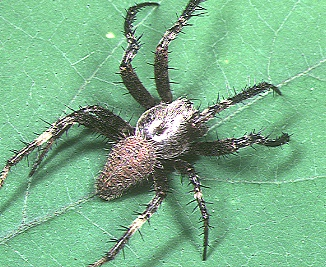
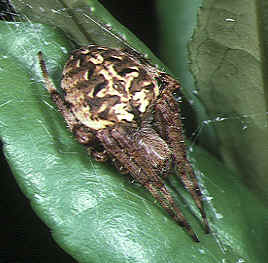
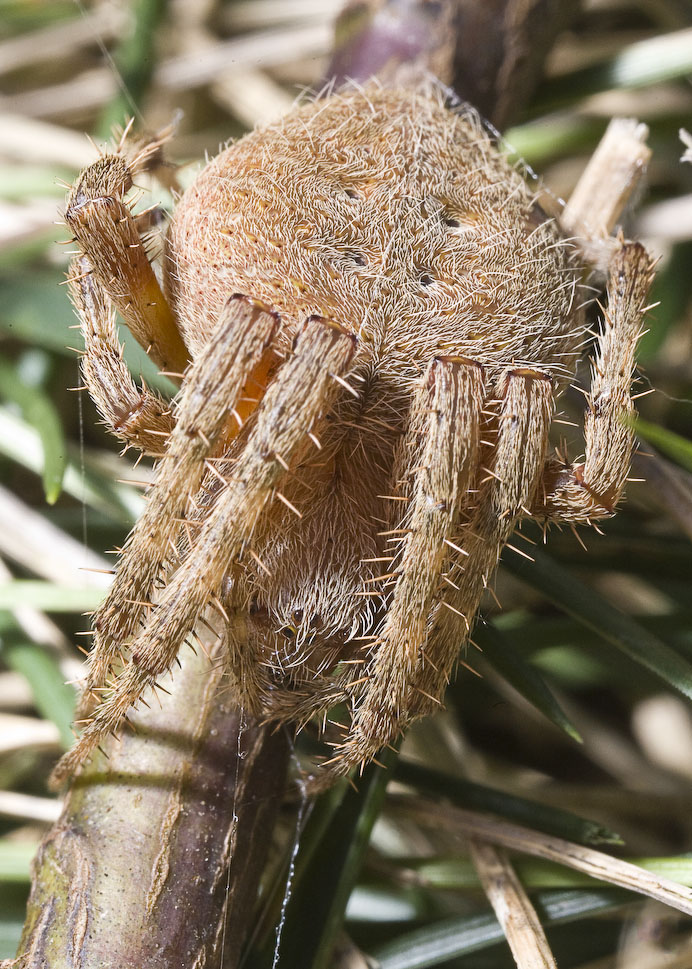
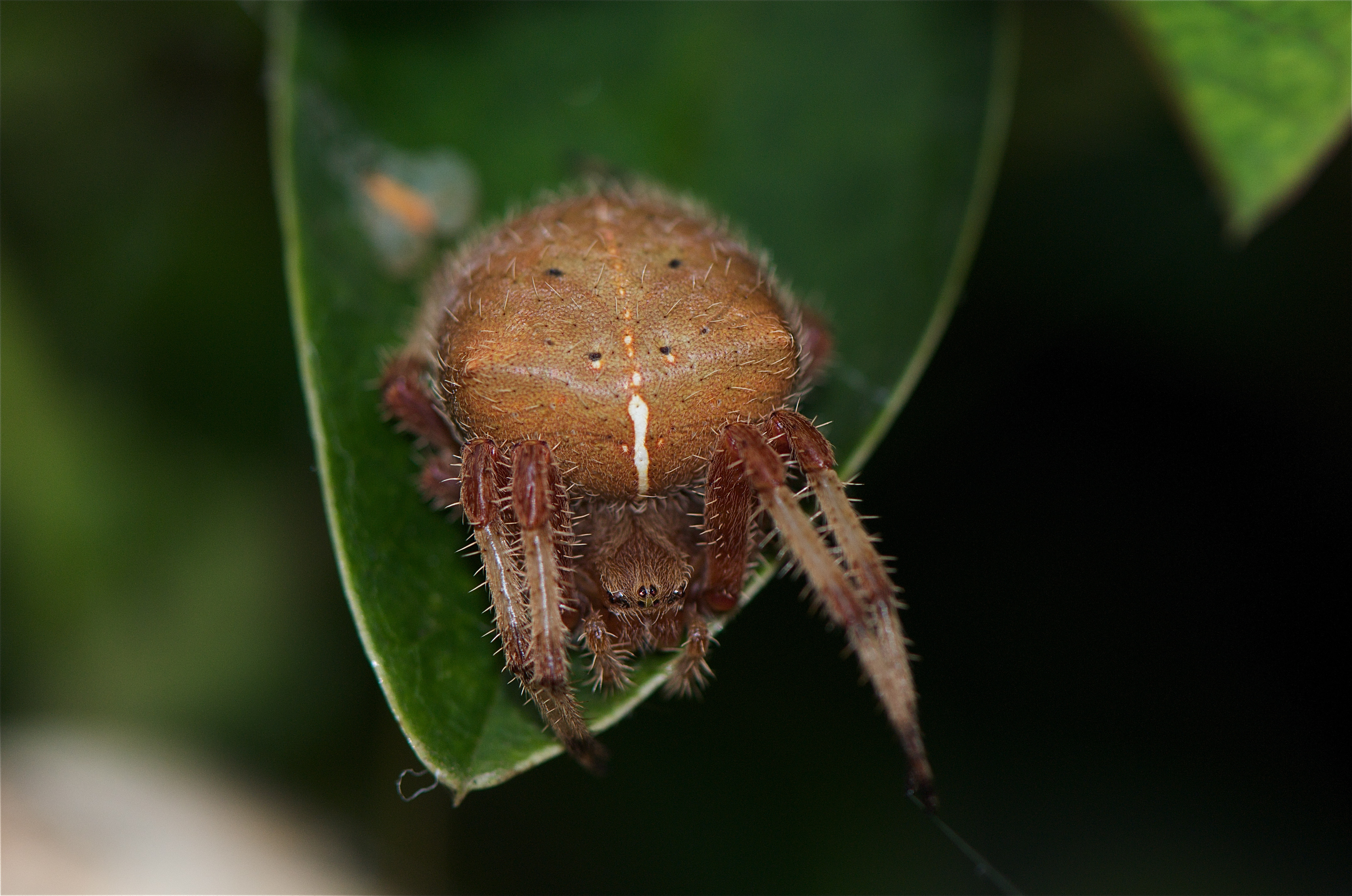